# 福井利之
福井 利之（ふくい としゆき、1977年3月15日 - ）は、東京都出身の日本の俳優。本名同じ。血液型はB型。TV、モデル、映画、舞台など様々なジャンルで活動。

## プロフィール
- 身長：183cm
- 血液型：B型
- 資格：普通自動車免許、普通自動二輪免許
- 趣味：酒、パチンコ、パチスロ、寺社仏閣巡り、エジプト考古学

## 人物・来歴・エピソード
- 1989年『さよなら李香蘭』にて子役デビュー。
- TV、モデル、映画、舞台のほか、CMやPV、雑誌コラムの連載など様々なジャンルで活動。
- 長身な姿と外見からは一見怖い人に見えるが、人一倍真面目に、熱心に作品と向き合う姿勢は、周囲の信頼も厚い。またムードメーカーであることから、老若男女問わず場の人気者になることが多い。
- あんかけトロミ風の食べ物が嫌い。

## 出演歴

### テレビ
- 1989年「さよなら李香蘭」
- 1990年「愛してるよ!先生」
- 1990年「星になった少女」
- 1990年「心のメッセージ」
- 1990年「パチンコ風雲録」
- 1991年「太平記」
- 1991年「家族合わせ」
- 1991年「特救指令ソルブレイン」第33話 - キヨシ　役
- 1991年「霊感商法株式会社」
- 1992年「その時、ハートは盗まれた」
- 1993年「ツインズ教師」
- 1994年「いつみても波瀾万丈スペシャル　『逸見政孝物語』」
- 1996年「白線流し」
- 1997年「エコエコアザラク」
- 1997年「東京FILE ACCESS TOKYO23 東京23区職員募集」
- 1999年「中継王」
- 2008年「サラリーマン金太郎」
- 2008年「あの日、僕らの命はトイレットペーパーよりも軽かった」
- 2008年「おはスタ SHISPドラマ『君がいる』」

### 舞台
- 2001年「招かれざる客」　キャドワラダー部長刑事
- 2004年「Blue  Rose」　ポーター
- 2005年「初恋」　久野
- 2005年 ラフカット2005「震度２」　徳川信長
- 2006年「法王庁の避妊法」　高見詠一
- 2007年「黄金の刻」　民・鞭男
- 2008年「灰色の影」　矢口
- 2008年「12人」　裁判員７番
- 2009年「33回転の森」　狐
- 2010年「爾汝の社　再来」　ヌエ
- 2011年「12人～奇跡の物語～」　裁判員７番
- 2011年「葵上」　光源氏
- 2012年「ホスピタル」　ケンチ
- 2013年「最終電車」　安西
- 2013年「DREAMERS SMAILE」　ニキオ
- 2013年「STAR WALK」　オバマ
- 2014年「リバースヒストリカ」　霊媒師・八重樫
- 2014年「時空計画」　なお
- 2014年「恋するアンチヒーロー」　ヘルタイガー
- 2015年「苦闘のラブリーロバー」　兄
- 2016年「新説　笑う恐竜」　遼平
- 2016年「ポセイドンの孫とＹシャツと私」　鷹山
- 2016年「PANGEA」　手力雄
- 2017年「Family」　佐藤正夫
- 2018年「Family2」　佐藤正夫
- 2018年「絆」　銅冬
- 2018年「Family3」　佐藤正夫
- 2018年 水と土の芸術祭2018市民プロジェクト「七慟伽藍　其の十九」　明智光秀
- 2022年 Offbeat Studio Vol.3「俺は誰だ？」 三上すぐる
- 2024年 Shin Pro vol.1「戯言タワゴト」[1]

### 映画
- 2002年「サークルゲーム」
- 2007年「未来予想図〜ア・イ・シ・テ・ルのサイン〜」
- 2009年「20世紀少年～第3章～」
- 2009年「走り屋ZERO2」
- 2009年「なくもんか

### CM
- セブンイレブン
- 進研ゼミ
- 京急ホテル
- 進研ゼミ
- JR東海
- カップスター
- NTTインフォマーシャル
- TOYOTA プリウス

### PV
- 三井木材
- 相鉄ローゼン
- NTT
- 国税庁長官官房広報室 「Step By Step」

### モデル
- ブライダルカレンダー
- セガカラマガジン
- 東京ウォーカー
- 東京一週間
- NIKE JAPAN  新商品フィッティングモデル

### その他
- 1993年「今日から俺は!!」
- 1993年 チャゲ&飛鳥「YAH-YAH-YAH」〔カラオケ映像〕
- 1995年「ミッドナイトストーリー　湾岸ドリフト族」
- 1997年「湘南純愛組!」
- 1998年 新・湘南爆走族 「荒くれNight2」
- 1998年「湘南純愛組 BAD COMPANY」
- 2002年「デフレだJAPAN!!」〔CD〕
- 2003年「ドラナビ最高」池袋ウエストゲートパーク［スープの回］〔ナレーション〕
- 2009年「行列のできる恋愛裁判所」
- 2009年「実録!!リアル恐怖DX」
- 2010年「2ちゃんねるの呪い」
- 2010年 青春アドベンチャー「ゴー・ゴー！チキンズ　パート２」
- 2010年～2012年「Vivace」〔雑誌コラム連載〕